# ولادیسلاو لارین
ولادیسلاو ولادیمیرویچ لارین (روسی: Владислав Владимирович Ларин؛ متولد ۷ اکتبر ۱۹۹۵) تکواندوکار روسی، قهرمان جهان و اروپا و برنده ۵ سری مسابقات جایزه بزرگ جهانی تکواندو است.